# Станислав Шварц
Станислав Семьонович Шварц (на руски: Станислав Семенович Шварц) е съветски зоолог и еколог, академик на Съветската академия на науките. Той е един от основоположниците на популационната и еволюционната екология в СССР.

## Биография
Роден е на 1 април 1919 г. в Екатеринослав, Украинска съветска социалистическа република. През 1937 г. започва да учи в биологическия факултет на Ленинградския университет при зоолозите Даниил Кашкаров и Павел Терентев. По време на Втората световна война е доброволец на фронта. След демобилизацията, през 1942 г. завършва университета като външен студент и започва аспирантура. През 1946 г. защитава докторска дисертация.
От 1946 г. живее в Свердловск. Създава и ръководи (от 1952 г.) лабораторията по екология на популацията на животните. От 1954 г. е доктор на науките, от 1966 г. – член-кореспондент, а от 1970 г. – академик на Академията на науките на СССР. През 1955 – 1976 г. е директор на Института по растителна и животинска екология при Академията на науките на СССР.
Умира на 12 май 1976 г. в Свердловск, СССР.

## Научна дейност
Разработва метод за морфофизиологични показатели за определяне на състоянието и прогнозиране на развитието на популациите на животни, нови идеи за екологичните механизми на еволюционния процес в природата, метаболитно регулиране на скоростта на растежа и развитието в популациите на животните, допринася значително за развитието на популационната екология на животните. Ръководи цялостно изследване на природата на Далечния Север.
В продължение на повече от 20 години извършва многостранни изследвания. Заедно с негови студенти открива и формулира закономерност, която се превръща в екологичното правило на Шварц: видообразуването е отделен етап на адаптация, формирането на нова, енергийно по-икономична адаптация от специализираните вътревидови форми. Това явление има значително общо биологично значение, то е отразено в многобройни трудове на Шварц.
Академик Инокентий Герасимов е привърженик на теорията на Шварц за невъзможността за широко разпространено запазване на първичните биоценози на територията на Съветския съюз, което се обяснява с нарастващите нужди на националната икономика и потреблението на природни ресурси. За да се отговори на тези нужди, е необходимо да се създадат изкуствени екосистеми, които да осигуряват синтеза на големи количества кислород, продукти от животински и растителен произход. Високата производителност на изкуствените екосистеми осигури резервната им дейност, т.е. запазването на производството на биомаса при случайни външни влияния.
Станислав Шварц е основател на Уралската научна школа в областта на популационната и еволюционната екология.
Носител е на редица отличия: орден „Ленин“ (1967), орден „Октомврийска революция“ (1975), наградата „Алексей Северцов“ (1972).